# Барасинга
Барасинга, или болотный олень (лат. Rucervus duvaucelii), — вид оленей, парнокопытных млекопитающих из семейства оленевых. Слово «барасинга» означает на хинди «двенадцатирогий» (хинди bārah-singgā), под рогами в данном случае понимаются отростки рогов. На самом деле рога барасинг могут иметь от 10 до 14, а иногда и до 20 отростков.

## Внешний вид

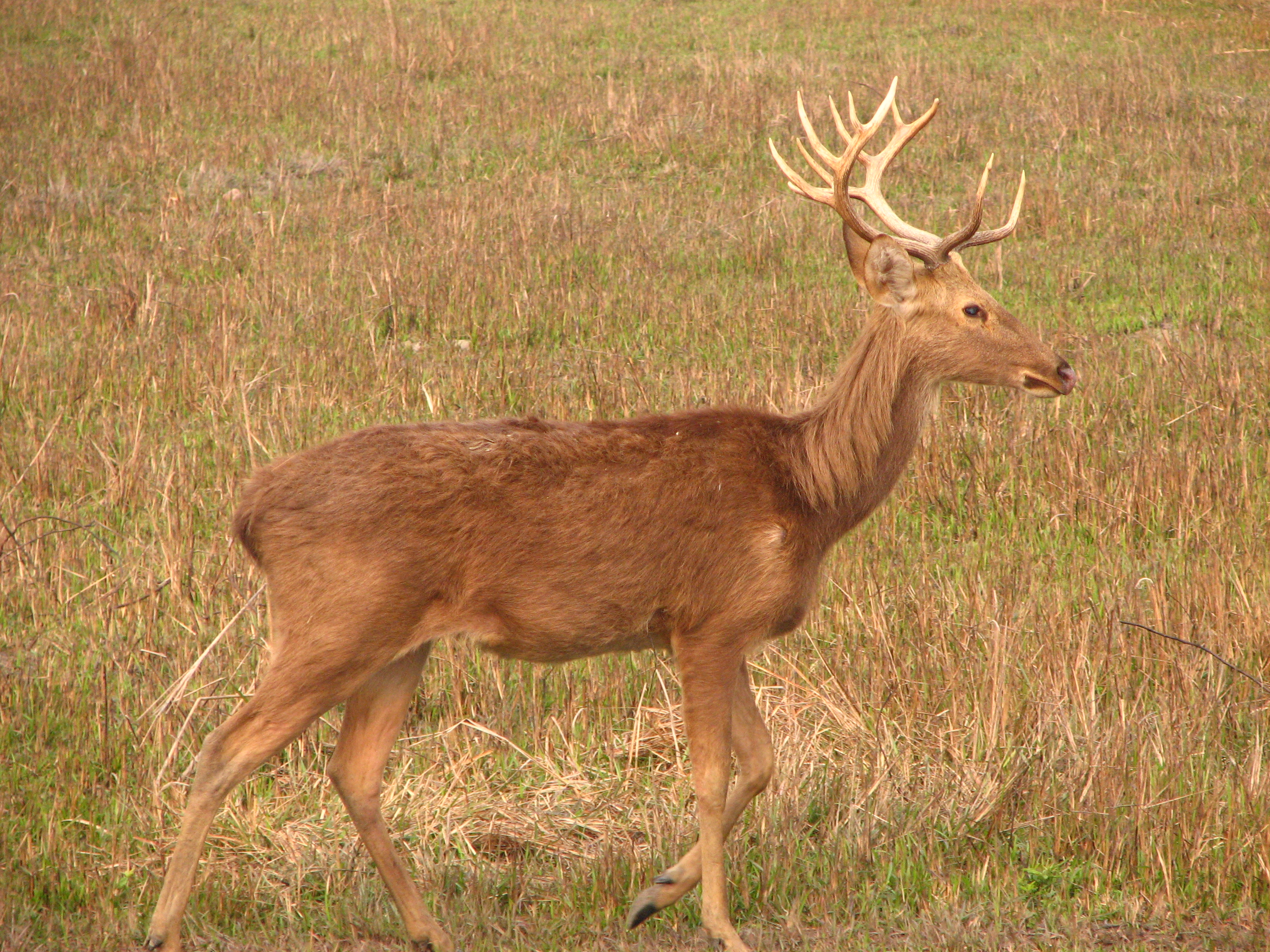
Молодой самец

Барасинга несколько мельче индийского замбара. Рост взрослого самца достигает 135 см в холке, вес — до 170—180 кг. Рога имеют 75 см в длину, однако самые длинные рога барасинги достигали 104 см длины. Этот олень имеет негустую, светло-коричневую шерсть. Самец барасинги обычно несколько темнее самки. Летом эти олени обычно светлее, чем зимой. Некоторые особи имеют на своей шкуре еле различимые пятна.

## Ареал
Южноазиатский тропический вид. Ещё в начале двадцатого века барасинга был широко распространен в районах с подходящей средой обитания по всей Индо-Гангской равнине и низинам, прилегающим к южным Гималаям. В прошлом его ареал простирался на восток через тераи (заболоченные древесно-кустарниковых заросли) южного Непала через Сундарбан до Ассама. На западе ареал барасинги доходил до реки Инд в Пакистане, а на юге — до района реки Годавари в восточно-центральной Индии. Единственная известная популяция в Бангладеш обитала в Сундарбане, где он вымер, возможно, около столетия назад. Этот олень, учитывая его распространение в Индии, также мог обитать на северо-востоке Бангладеш. В настоящее время барасинга встречается в нескольких изолированных местах в северной и центральной Индии и юго-западном Непале. В Пакистане и Бангладеш он полностью вымер.

## Образ жизни

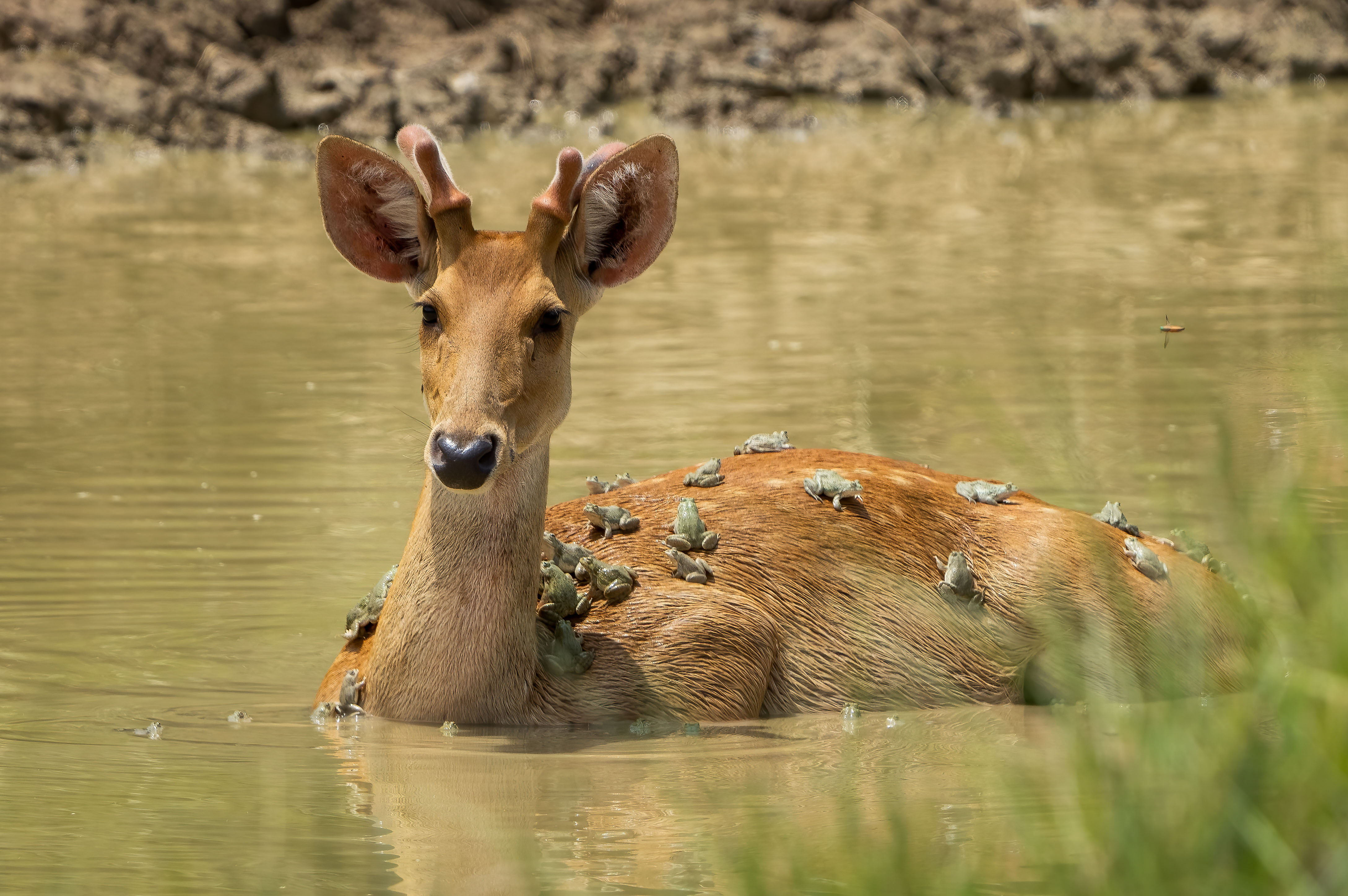
Барасинги любят отдыхать в воде

Барасинга всегда живёт в болотистой местности и на лугах. Его копыта с широко раздвинутыми пальцами помогают ему передвигаться по трясине. Барасинга пасётся по утрам и вечерам, днём и ночью отдыхает, пристально наблюдая за окрестностью. Слух у барасинги не очень хороший, зато отличный нюх. Почувствовав опасность, олени издают резкий крик, привлекающий внимание остальных членов стада и бросаются в бегство.

### Питание
Барасинги питаются травой.

### Размножение
Барасинги быстро размножаются. Гон у самцов начинается в конце декабря, когда рога полностью отросли. На рассвете и в сумерках самцы барасинги трубят и ревут, привлекая самок и отпугивая других самцов. Часто самцы вонзают рога в траву и её длинные пучки свисают с рогов, как дополнительное украшение. Чем больше травы свисает с рогов самца, тем привлекательнее он для самок. Незадолго до рождения оленёнка самка покидает стадо и уходит рожать в высокие травы до тех пор, пока оленёнок не окрепнет. Подросшие оленята одного возраста собираются в группы, которые называются «школы». В каждой такой группе находится от 40 до 50 оленят. Годовалые оленята и взрослые олени пасутся вместе — самцы и самки.

## Враги
Главный естественный враг барасинги — тигр.

## Классификация

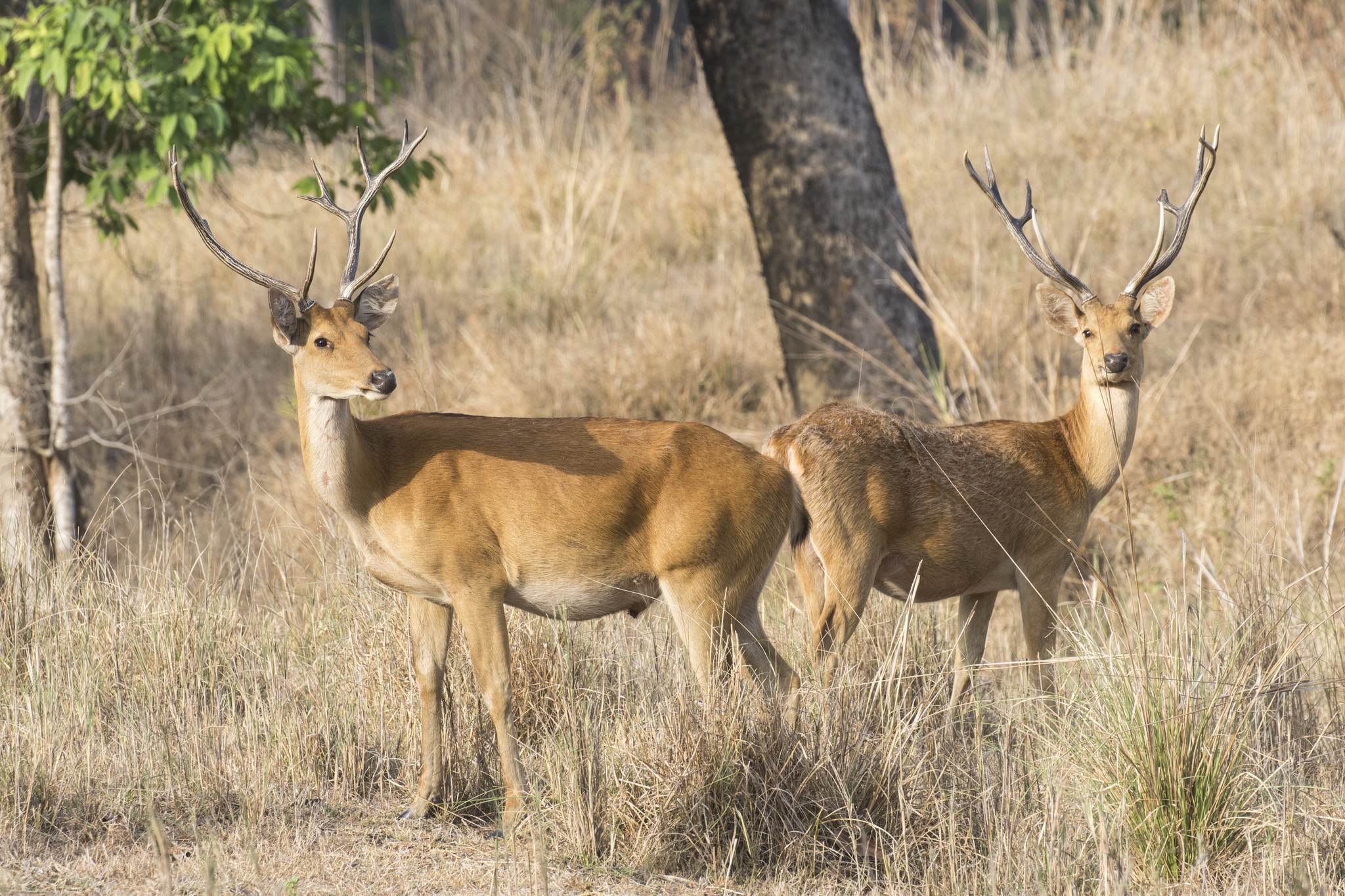
Барасинги подвида R. d. branderi

Видовое научное название дано в честь французского натуралиста Альфреда Дювоселя (1793—1824).
Выделяют 3 подвида барасинги:
- Rucervus duvaucelii duvaucelii — номинативный подвид, распространенный на Индо-Гангской равнине к северу от Ганга в Индии, Непале и, в прошлом, в Пакистане, где уже вымер;
- Rucervus duvaucelii branderi — южный подвид, распространен в центральной Индии между реками Ганг и Годавари;
- Rucervus duvaucelii ranjitsinhi — восточный подвид, обитающий на равнине Брахмапутры на востоке Индии, ранее обитал также в Бангладеш, где вымер; вероятно, очень давно географически изолирован от номинативного подвида.

## Барасинга и человек
Раньше барасинги в Индии водились в огромном множестве. Так, до 1955 года недалеко от национального парка Корбетт близ плотины Тумерия насчитывалось около 5000 барасинг. Однако последовавшая за этим распашка болот практически полностью истребила этих оленей в тех местах. Кроме того, у барасинг оказалось вкусное мясо, из рогов делают муку, которую по рецептам традиционной индийской медицины используют при болезнях грудной клетки. Последним убежищем барасинг стала болотистая местность Гола площадью примерно 12 км². До 1965 года здесь можно было встретить 700—800 барасинг. Однако распашка земель началась и здесь. Оставшиеся в живых олени укрылись в лесном массиве Дудхавы, который затем был объявлен заповедным краем, что и спасло барасинг от полного вымирания. В 1969 году там было стадо численностью до 500 особей. К 1981 году поголовье барасинг увеличилось до 2000. В 2008 году насчитывалось около 1800—2400 диких барасинг в Индии и 1650—1800 особей в Непале, в основном на охраняемых территориях.